# 13905 Maxbernstein
13905 Maxbernstein este o planetă minoră (asteroid), cu un diametru de 7,955 km, din centura de asteroizi. A fost descoperită pe 27 august 1976 la Observatorul Palomar de Schelte J. Bus. 
Obiectul prezintă o orbită caracterizată de o semiaxă mare de 2,3467186 UAi, o excentricitate de 0,2, o înclinație de 2,76258 ° în raport cu ecliptica.